# Abensberg
Abensberg (německá výslovnost [ˈaːbənsˌbɛʁk]) je město v Dolnobavorském okrese Kelheim v Bavorsku v Německu, ležící asi 30 km jihozápadně od Řezna, 40 km východně od Ingolstadtu, 50 km severozápadně od Landshutu a 100 km severně od Mnichova. Nachází se na řece Abens, přítoku Dunaje.

## Historie
Oblast Abensauen byla osídlena dlouho před vrcholným středověkem. Poblíž Abensbergu existovalo osídlení již v neolitu. Obzvláště významné jsou pro svůj nadregionální význam neolitické pazourkové doly u Arnhofenu. Před 7000 lety tam lidé z doby kamenné těžili tolik potřebný pazourek, zvaný také Silex. Opracovávali ho na vrtáky, čepele a hroty šípů a byl považován za ocel doby kamenné. Celkově bylo v dole dosud objeveno více než 20 000 jednotlivých šachet.
Novodobá historie Abensbergu, který byl často mylně považován za římskou vojenskou stanici Abusina ze 3. století, začíná Gebhardem I., který v polovině 12. století postavil hrad Abensberg a jako první se pojmenoval podle tohoto místa. Z doby kolem roku 1138 pochází nejstarší písemná zmínka názvu Habensperch. Gebhard I. pocházel z domu pánů z Ratzenhofenu, kteří byli zase příbuznými hrabat z Ebersbergu. Jeho manželka Sophie von Mengkofen pocházela z rodu Babonen. Z roku 1256 pochází první písemná zmínka o castrum Abensperch.
Vévoda Ludwig, markrabě Brandenburg a jeho bratr vévoda Stephan z Bavorska, získali městská práva v Abensbergu 12. června 1348. Poté mohli Abensbergové vykonávat nižší jurisdikci, měli právo obehnat svůj majetek zdí a směli pořádat trhy. Proto Ulrich III. od Abensberg dal postavit městskou hradbu na počest rodu Babonen. Zeď měla údajně 32 kulatých věží a osm rohových věží, z nichž některé jsou dodnes zachovány nebo byly obnoveny (viz obrázek). Ve středověkém městě Abensberg měli měšťané vůči svému hradnímu pánu určitou míru autonomie. Jmenovali městskou radu, v níž zasedalo jen několik bohatých rodin. Kolem roku 1390 založil hrabě Johannes II. Von Abensberg se svou manželkou Agnes karmelitánský klášter Panny Marie.
Ačkoli byl Abensberg autonomním městem, zůstal závislý na silných vévodech z Bavorska. Poslední hrabě Abensbergu byl Niclas, Graf von Abensberg, údajně pojmenovaný po svém kmotrovi, katolickém kardinálovi Mikuláši Kusánském, byl zavražděn v roce 1485 Christopherem, vévodou z Bavorska-Mnichova. Rok předtím byl Niclas Christophera zajat v koupeli před turnajem v Mnichově. Přestože se Christopher vzdal svého nároku na pomstu, čekal na Niclase ve Freisingu. Poté, co se už Niklas vzdal, Seitz von Frauenberg ho zabil. Je pohřben v bývalém karmelitánském klášteře v Abensbergu.
Abensberg pak ztratil nezávislost a stal se součástí Bavorského vévodství a od té doby byl řízen úředníkem vévody, takzvaným poručníkem. Hrad Abensberg byl zničen během třicetileté války, i když si město koupilo od švédského generála Carla Gustava Wrangela záruku ochrany.
Nejslavnějším rodákem města je Johannes Aventinus, známý jako zakladatel studia vědecké bavorské historiografie. Aventinus, jehož skutečné jméno bylo Johann nebo Johannes Turmair (Aventinus je latinský název jeho rodiště), napsal bavorské anály, cenný záznam rané historie Německa a první písemnou práci na toto téma. Je připomínán v chrámu Walhalla poblíž Řezna, pomníku významných osobnosti německé historie. Až do roku 1800 patřil Abensberg do Straubingského okresu Bavorského kurfiřtství. V Abensbergu byl také smírčí soud.

### Od roku 1808
V roce 1808 byl Abensberský okresní soud přiřazen k okresu Regen. V bitvě u Abensbergu 19.–20. dubna 1809 porazil Napoleon, kterému byli podřízeni spojenečtí Bavorové, rakouská vojska pod vedením poručíka polního maršála barona Hillera. V roce 1838 okresní soudy Abensberg a Kelheim připadly pod Dolní Bavorsko, které se do té doby jmenovalo Unterdonaukreis. 8. srpna 1857 bylo k okresnímu soudu v Mainburgu přiděleno 17 jižních komunit. V roce 1862 byly pozůstatky zemského soudu v Abensbergu sloučeny s okresním úřadem v Rottenburgu. V prosinci 1993 byl Abensberg spojen se sousedním průmyslovým městem Neustadt a.d. Donau do společného územního celku střední velikosti velikosti.

## Městské symboly

### Znak
Znak města je rozdělen na dvě poloviny. Vlevo jsou bavorské modré a bílé kosočtverce, zatímco pravá polovina je rozdělena na stříbrný a černý trojúhelník. Dva diagonálně zkřížené stříbrné meče se zlatými držadly jsou zobrazeny uprostřed znaku. Město mělo do roku 1338 za znak erb hraběte z Abensbergu. Od smrti posledního hraběte Nicholase v roce 1485 majetky spadaly do vévodství Bavorsko-Mnichovského, což znamenalo, že se od té doby používal pouze bavorský znak. Dne 31. prosince 1809 vyhláška bavorského krále Maximiliána udělila městu nový znak, jako uznání jeho (hlavně humanitárních a logistických) služeb v bitvě u Abensbergu téhož roku. Diagonálně rozdělená pole ve stříbře a černé pocházela ze starého erbu hraběte z Abensbergu, zatímco bílé a modré diamanty pocházely od Wittelsbachů, vládců Bavorska. Meče připomínají bitvu u Abensbergu. Okres Offenstetten měl dříve svůj vlastní znak.

## Geografie
Město leží na řece Abens, přítoku Dunaje, asi osm kilometrů od pramene řeky. Oblast kolem Abensbergu je charakterizována úzkým údolím Dunaje, kde leží opatství Weltenburg, údolím Altmühl na severu a chmelařskou oblastí Hallertau na jihu. Město je rozděleno na obce Abensberg, Arnhofen, Holzharlanden, Hörlbach, Offenstetten, Pullach a Sandharland.

### Administrativní členění
Od administrativních reforem v Bavorsku v 70. letech zahrnuje město i následující městské části:
- V centru: Abensberg, Aunkofen (občanská farnost), Badhaus (vesnice)
- Na východě: Gaden (vesnice), See (vesnice), Offenstetten (občanská farnost)
- Na severovýchodě: Arnhofen (občanská farnost), Baiern (vesnice), Pullach (občanská farnost), Kleedorf (vesnice)
- Na severu: Sandharlanden (občanská farnost), Holzharlanden (občanská farnost), Buchhof (osada)
- Na západě: Schwaighausen (vesnice), Schillhof (osada), Gilla (osada)
- Na jihu: Aumühle (osada a stejnojmenné sídliště), Allersdorf (osada)
- Na jihovýchodě: Lehen (osada), Mitterhörlbach (osada), Horní Hörlbach (vesnice), Dolní Hörlbach (osada)

## Ekonomika a infrastruktura
Oblast okolo Abensbergu, tzv. Písečný pás mezi Siegburgem, Neustadtem an der Donau, Abensbergem a Langquaidem, je pro své půdní a klimatické podmínky využívána pro intenzivní pěstování chřestu. 94 farem produkuje zeleninu na 212 hektarech půdy (stav v roce 2004). Chřest z této oblasti má mezi znalci pověst jedinečné pochoutky. Kromě chřestu hraje hlavní roli také produkce chmele. Nacházejí se zde 3 soukromé pivovary – pivovar Kuchlbauer, Hofbräu Abensberg a Ottenbräu. Abensberg je výchozím bodem německé chmelové cesty, jak je označována Bundesstraße 301, která vede z Friesingu do Abensbergu přes Hallertau, odkud pochází třetina pěstovaného chmele. V zemědělství a lesnictví pracuje celkem 1999 zaměstnanců, ve zpracovatelském průmyslu 1674 a v obchodě a dopravě 825 zaměstnanců. V ostatních hospodářských odvětvích bylo zaměstnáno 1289 lidí. V městě samotném bylo celkem 4020 zaměstnanců. Ve zpracovatelském průmyslu, těžbě a dobývání hornin je 12 podniků a 18 ve stavebnictví. V roce 1999 bylo navíc 118 farem se zemědělskou plochou 3059 hektarů. Z toho 2599 hektarů byla orná půda a 361 hektarů trvalá zeleň.

### Doprava
Železniční stanice Abensberg leží na trati z Řezna do Ingolstadtu. Do města se dostanete po silnici A-93 Holledau-Regensburg (výjezd Abensberg). Jižně od Abensbergu vedou tři německé spolkové silnice: B 16, B 299 a B 301.

## Kultura a pamětihodnosti

### Divadlo
V roce 2008 byla místními dobrovolníky přeměněno skladiště na hlavní železniční stanici v Abensbergu na divadlo. Theater am Bahnhof (Divadlo na nádraží) je většinou využíváno souborem Theatergruppe Lampenfieber a bylo otevřeno 19. října 2008.

### Muzea
Abensberg má dlouhou muzejní tradici. Nikolaus Stark a Peter Paul Dollinger založili místní historickou sbírku již v 19. století. Tato městská sbírka a sbírka Heimatvereinu byly spojeny a vytvořily Aventinovo muzeum v roce 1963. Nachází se v ambitu bývalého karmelitánského kláštera. 7. července 2006 bylo v Herzogskastenu (gotická stavba, využívaná jako sýpka a sklad zboží) otevřeno nové městské muzeum v Abensbergu.
KunstHausAbensberg byl otevřen v červnu 2014. Na 280 metrech čtverečních, položených na dvanácti úrovních, představuje v mnoha exponátech život a dílo umělce Friedensreicha Hundertwassera. Tvary a barvy typické pro Hundertwassera lze nalézt také v architektuře KunstHausAbensberg, kterou navrhl Peter Pelikan. Nejvýraznější je šikmá věž budovy.

### Pivovar Kuchlbauer
Dva bloky západně od Starého Města je pivovar Kuchlbauer a pivní zahrada s věží Kuchlbauer, barevnou a nekonvenční rozhlednou navrženou vídeňským architektem Friedensreichem Hundertwasserem. Pivovar a věž jsou přístupné veřejnosti.

## Partnerská města
- Parga, Řecko od roku 1986
- Lonigo, Itálie od roku 1999
- Saint Gilles, Francie od roku 2016

## Významní obyvatelé
- Konrad von Abensberg (c. 1075–1147) – salcburský arcibiskup a klášterní reformátor
- Erhart Falckener – řemeslník pozdně gotického kostela
- Johannes Aventinus (1477–1534) – bavorský historik
- Stephan Agricola (1491–1547) – luteránský reformátor
- Gilbert Michl (1750–1828) – skladatel a opat z Steingadenu
- Joseph von Hazzi (1768–1845) – Bavorský soukromý radní
- Sebastian Osterrieder (1864–1932) – sochař
- Josef Stanglmeier (1918–1999) – stavitel a politik
- Alfred Edel (1932–1993) – herec
- Martin Neumeyer (* 1954) – člen Bavorského státního shromáždění
- Uwe Brandl (* 1959) – starosta Abensbergu
- Paul Smaczny – Producent hudby a filmu
- Christian Lohr – Hudebník a producent
- Stephan Ebn (* 1978) – bubeník a hudební producent
- Richard Resch – Tenor, klasický a operní zpěvák
- Christopher Ohrt – matematik